# Thibilis
Thibilis est une ville numide dans la commune de Sellaoua Announa, région de Guelma ex Calama, au nord-est de l'actuelle Algérie, elle a connu une forte implantation romaine puis byzantine. La cité dépendait de la colonie romaine de Cirta à 57 km au nord ouest, puis devint un municipe autonome.

## Histoire
Les nombreuses inscriptions latines découvertes sur le site de Thibilis ont fourni des indications sur le statut et les magistrats de cette cité : durant le Haut-Empire, Thibilis est d'abord un pagus dépendant de la confédération cirtéenne qui réunissait Cirta, Rusicade, Chullu et Milève. Bénéficiant d"une certaine autonomie, la ville est administrée par deux magistri de mandat annuel, assistés par un ou deux édiles.
Durant les règnes d'Antonin le Pieux et de Marc Aurèle, des notables de Thibilis accèdent aux plus hautes fonctions de l'administration impériale, Quintus Antistius Adventus Aquilinus Postumus, consul suffect vers 167, puis son fils Lucius Antistius Burrus, gendre de Marc Aurèle et consul en 181.
Thibilis accède au rang de municipe dirigé par deux duumviri à une date indéterminée, probablement entre 260 (dernier magister connu par une inscription) et 268 (premier duumvir connu), ce qui correspond à la période estimée pour la dissolution de la confédération cirtéenne.
Des prêtres exerçaient les cultes locaux : flamen Augusti pour le culte impérial, flamen perpetuus thibiliatanorum, sacerdos ou sacerdos Saturni (prêtre de Saturne), qui pouvait être un homme ou une femme. Prêtrises et magistratures faisaient partie des charges honorifiques de l'élite locale.
Les magistrats se rendaient au printemps dans une grotte du Djebel Taya à une trentaine de kilomètres de Thibilis pour rendre un culte à une divinité locale, Bacax, et gravaient sur les parois de la grotte l'inscription de leur passage,,.
Un autre culte est attesté à Thibilis même par deux inscriptions non datées, celui de Magna Mater deorum Idaea, la Grande Mère des dieux.

## Découvertes archéologiques
Les fouilles menées par Charles Albert Joly au début du XXe siècle ont mis au jour divers bâtiments : un petit forum, un temple, un bâtiment qui pourrait être une basilique, un petit marché, deux églises chrétiennes dont une avec un baptistère bien conservé, et enfin quelques maisons, dont une appartenait à une famille importante, les Antistii, identifiés par plusieurs inscriptions latines trouvées sur place. Les Anstitii de Thibilis avaient le rang de sénateurs et exercèrent le consulat vers 167 avec Antistius Adventus et 181 avec Lucius Antistius Burrus.